# Salto (Uruguai)
Salto, antigament coneguda com a Salto Oriental, és la capital del departament de Salto, l'Uruguai. S'ubica 502 km al nord de la ciutat de Montevideo (per rutes 1 i 3) sobre la vora oriental del riu Uruguai, davant la ciutat argentina de San Antonio de Padua de la Concordia, amb la qual té un fort vincle, existint connexió carretera i ferroviària mitjançant la Presa de Salto Grande. Aquesta ciutat s'anomena Salto perquè, abans de construir-se la Presa de Salto Grande, el riu Uruguai formava un salt estès (anomenat antigament l'Itú, en llengua guaraní) producte de l'aflorament de roques al seu llit.
El centre de la ciutat es troba a uns 18 km (per ruta) al sud de la presa i l'embassament que forma aquesta. La ruta nacional Nº3 és la principal via de comunicació de Salto amb la resta del país. L'Aeroport Departamental de Salto es troba a 3 km al sud de la ciutat. Davant la costa nord de l'empriu municipal de Concordia s'ubica la Presa de Salto Grande, construïda i mantinguda en col·laboració amb l'Argentina. El llac-embassament format per la Presa de Salto Grande, brinda grans possibilitats per als esports nàutics, en ell es troben diversos ports esportius.

## Història

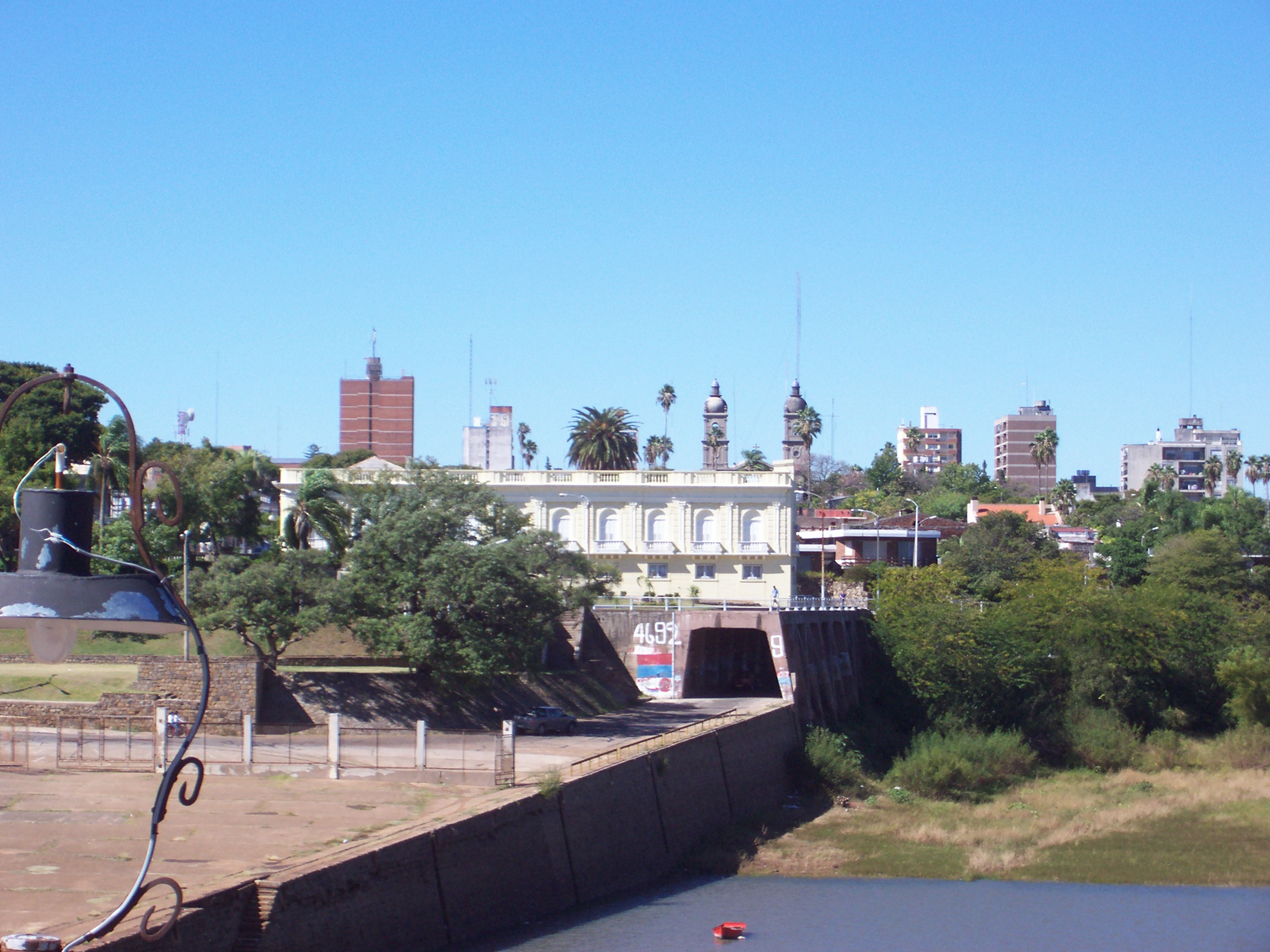
Salto vista des del port.

Francisco Bauzá, el 1895, al volum de la seva «Historia de la Dominación Española en el Uruguay» diu que el governador del Riu de la Plata, José de Andonaegui, volent activar la conclusió del Tractat de Madrid, va despatxar l'octubre de 1756 un destacament de 400 homes al comandament del governador de Montevideo José Joaquín de Viana, amb l'ordre d'establir-se al paratge conegut com el Salto i esperar allà al Marquès de Valdelirios, a qui havia de servir d'escorta.
Recomanava molt el general al Marquès, en carta escrita a efecte, que manés proveir de vitualles aquelles localitats, ja que Viana no els portava més que per al trànsit, i que en cas de trobar-se sense ells en acampar per esperar-lo, sofria molt amb el seu destacament.
Va arribar Viana, el novembre, al paratge indicat i no va trobar res en ell. Restringit en mantenir-se de la pesca, va començar a edificar un fort i diverses terrasses que aviat van quedar construïts.
Aquest va ser l'origen de la ciutat de Salto, fundada per casualitat l'any 1756, agrega Bauzá. Els testimonis exhumats per García Selgas, revelen que les instal·lacions que Viana va erigir a Salto van continuar funcionant fins a 1782, data a partir de la qual s'iniciaria un llarg crític període per a la població vilatjana. Així, en carta dirigida a Viana el 1761, Francisco de Arguedas, alt funcionari de l'administració colonial que quatre anys abans havia visitat Salto, de passada per a les Missions, diu: «Vaig trobar al Salto Petit de l'Uruguai a l'intendent Martín Altolaguirre», amb la qual cosa queda demostrat que a Salto continuava mantenint-se el centre d'aprovisionament de l'exèrcit.
Una notícia que coincideix amb l'anterior està continguda en un document trobat per Carlos Leonhardi als arxiu dels jesuïtes, a Buenos Aires. Es tracta d'una carta de P. Limp, amb dades que li donés Siguismundo Baur, capellà de les tropes guaranís que el 1761 van passar per Salto cap a Santo Domingo de Soriano, a fi d'intervenir en el lloc de la Colonia del Sacramento. I a tal document s'expressa, entre altres coses: «Que vuitanta i tantes carretes del Rei van estar portant vitualles de Salto per espai de quatre anys, per a la Tropa del Reial Exèrcit de San Borja.» Hi ha també un document el 1768, que acredita l'existència, en aquell moment, de pobladors a Salto.
És una carta del governador Bucarellial, comte d'Aranda. La mateixa està datada precisament al Salto de l'Uruguai, «on vaig arribar el 16 del present. Aquí he tingut notícies de què el Principal es troba a Yapeyú». Bucarelli refereix detalladament les operacions preliminars de l'expulsió dels jesuïtes, i la concentració d'aquests a Salto, abans de ser embarcats per a Buenos Aires, i agrega sobre això: «Vaig advertir al Capità Elorduy que amb dos subalterns anés a recollir als jesuïtes de Santa María la Mayor, Mártires i San Javier, i al Comandant del Salto que, després que rebés els últims jesuïtes que li despatxava, es fes a l'espelma amb tots els enviats a aquell lloc i els lliurés a Buenos Aires».
El governador José Joaquín de Viana, era basc nadiu de Lagran, diòcesi de Vitòria, a l'actual província d'Àlaba. Com gairebé tots els bascs, era un devot, i el seu culte més sentit era per la Verge Blanca que es venera especialment a l'Església de San Miguel de Vitoria. Aquesta ciutat com totes les localitats basques té la seva tradició pròpia, fins i tot no fa molts anys, abans de passar al Museu Municipal de Vitòria, es guardava gelosament en una fornícula del Temple de San Miguel, el matxet vitorià, sobre la creu del qual juraven els Síndics complir fidelment la seva comesa, sota pena de tallar-se-li el cap amb el mateix matxet, si faltaven al seu jurament.
El 8 de novembre de 2006 es van realitzar els festeigs dels 250 anys de l'inici del procés fundacional de la ciutat, amb gran presència de públic.

## Població
D'acord amb les dades oficials del cens de l'any 2004, Salto tenia una població aproximada de 99.072 habitants.
| Any  | Població |
| ---- | -------- |
| 1963 | 57.975   |
| 1975 | 73.897   |
| 1985 | 80.821   |
| 1996 | 93.117   |
| 2004 | 99.072   |

Font: Institut Nacional d'Estadística de l'Uruguai

## Economia
És el centre de la regió de producció de cítrics del país. La ciutat està envoltada d'un cinturó de finques dedicades a la producció d'aquests fruits i altres, la maduració dels quals es veu afavorida per un clima més càlid que el del sud. El raïm "harriague", actualment base dels vins tannat, és l'única varietat reconeguda internacionalment per al país.

## Turisme

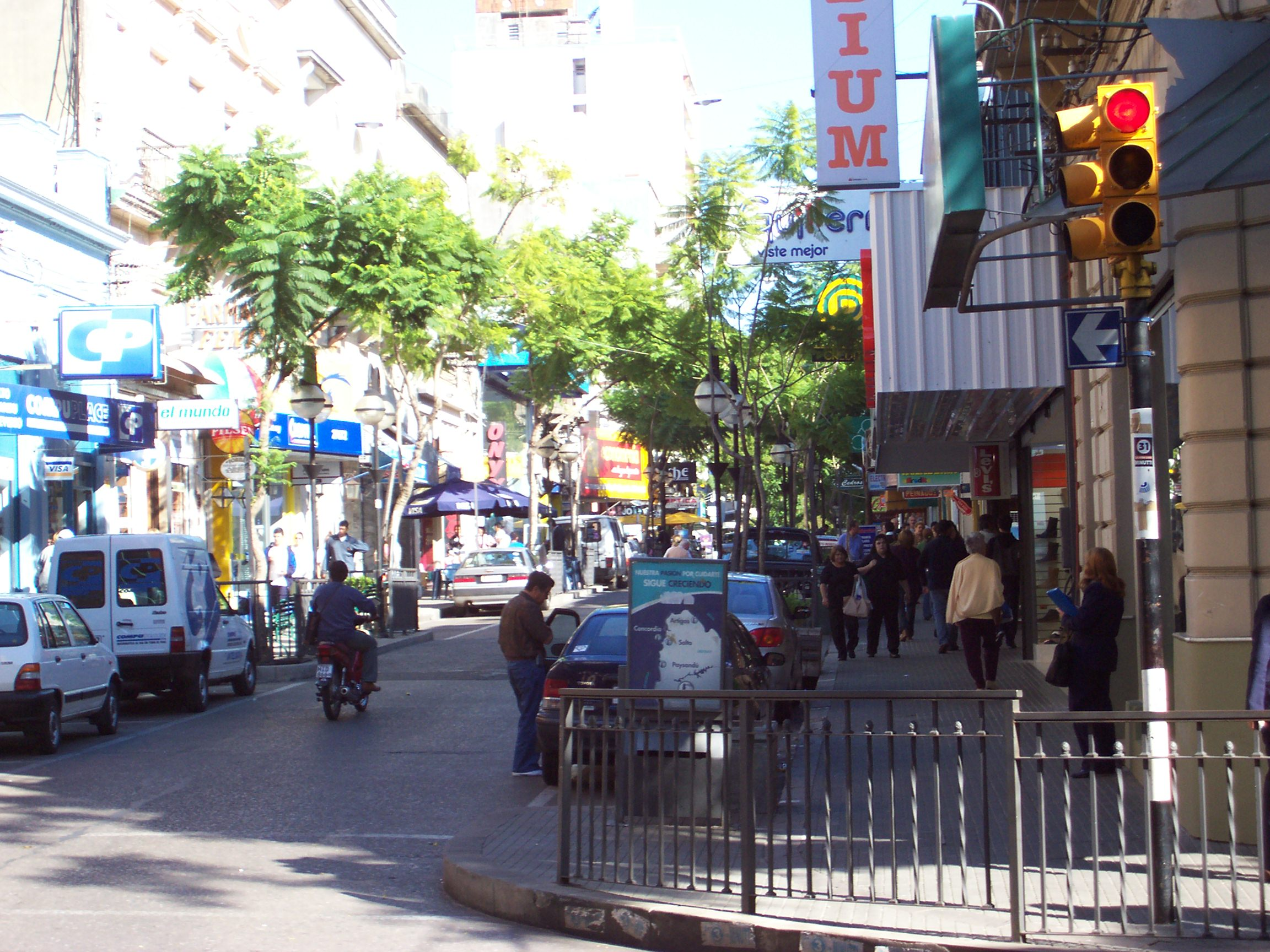
Vista del carrer Uruguay, el principal de la ciutat.

A la seva zona d'influència es troben importants centres termals, tant estatals com privats, que han determinat un desenvolupament fort del turisme. Sobre la costa del riu Uruguai està la Costanera Nord, passeig favorit dels habitants de Salto i de Concordia, així com la Costanera Sud, zona residencial d'alt poder adquisitiu. A prop del centre de la ciutat, cap al sud-est, es troba el zoològic municipal, al costat del Parque Harriague, que a més de comptar amb 150 espècies de flora, té camps de futbol i una pista de ciclisme pública.
Al nord-est, es troba un gran centre comercial, un complex que combina la nova terminal d'òmnibus amb un modern shopping center de dos nivells i un supermercat, comptant amb ampli espai de cotxeres. Igualment, també compta amb un important pol comercial al centre de la ciutat, al carrer Uruguai.

## Cultura
És seu de la Regional Nord de la Universitat de la República, així com de filials d'universitats privades, i compte amb centres de formació docents d'educació mitjana, secundària i primària, el que la converteix en una ciutat referent del litoral uruguaià.
Entre els escriptors de Salto consagrats destaca el clàssic Horacio Quiroga.
La ciutat de Salto també alberga un dels principals museus de ciències de la regió, el Museu de l'Home i la Tecnologia.

## Arquitectura destacada

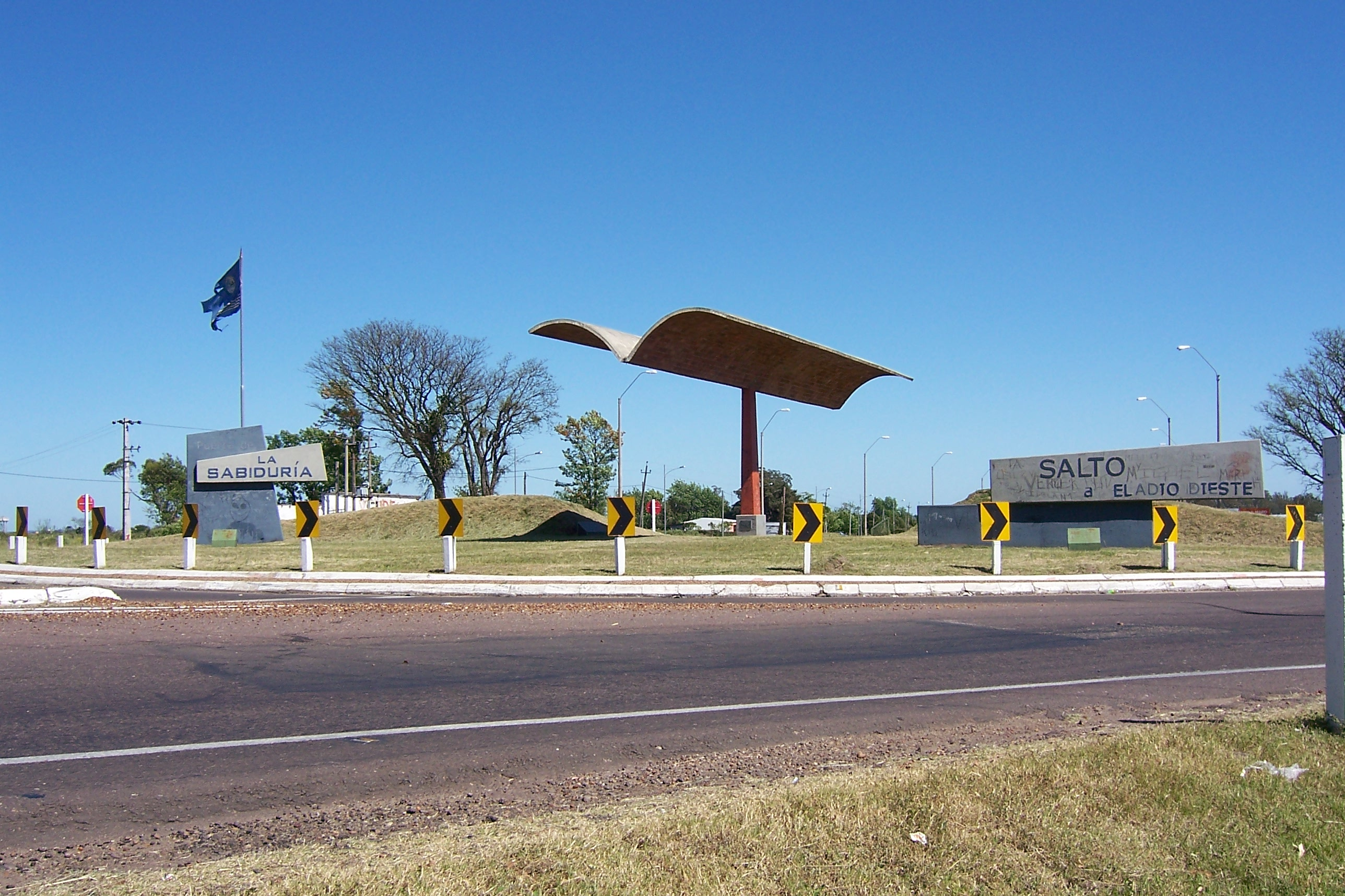
Homenatge a Eladio Dieste, a Salto.

A l'entrada de la ciutat hi ha un monument en homenatge a l'enginyer Eladio Dieste, denominat La porta de la saviesa i conegut comunament com "La gavina", que es va construir traslladant una estructura construïda per a les instal·lacions de l'estació de servei de Barbieri i Legire, firma comercial avui desapareguda. S'ubica en la intersecció de les rutes nacionals 3 i 31 amb l'avinguda Pasqual Harriague, que porta el nom de qui va introduir a l'Uruguai el cultiu del raïm que porta el seu cognom.
Salto es caracteritza per tenir un gran nombre d'obres de l'enginyer Eladio Dieste, entre ells, dipòsits industrials, un parador (costanera Nord) i la terminal d'autobusos urbana.
El centre de la ciutat s'estén sobre el carrer Uruguai, que concentra l'activitat comercial, i en les seves proximitats, molts edificis històrics rellevants i l'edifici d'apartaments anomenat "El Mirador", el més alt de la ciutat, inaugurat el 2007.

## Fills il·lustres
- Enrique Amorim, novel·lista.
- Luis Alberto Suárez Díaz, futbolista.
- Marosa di Giorgio, poetessa oriünda de la ciutat (segle XXI).